# 牛首前肛鰻
牛首前肛鰻為輻鰭魚綱鰻鱺目通鰓鰻科前肛鰻屬的其中一種，分布於印度太平洋海域，屬深海魚類，棲息深度可達353公尺，生活在大陸坡。

## 擴展閱讀
維基物種上的相關：牛首前肛鰻